# Gare de Back Bay
La gare de Back Bay est une gare ferroviaire des États-Unis située dans le quartier de Back Bay à Boston dans l'État du Massachusetts.

## Histoire
La gare actuelle est mise en service en 1987.

## Service des voyageurs

### Desserte
Elle est desservie par des liaisons longue-distance Amtrak :
- l'Acela Express: Boston - Washington DC
- le Lake Shore Limited: Chicago - Boston
- le Northeast Regional: État de Virginie - Boston